# RHBDD1
RHBDD1 (англ. Rhomboid domain containing 1) – білок, який кодується однойменним геном, розташованим у людей на 2-й хромосомі. Довжина поліпептидного ланцюга білка становить 315 амінокислот, а молекулярна маса — 35 823.
| 10         |  | 20         |  | 30         |  | 40         |  | 50         |
| ---------- |  | ---------- |  | ---------- |  | ---------- |  | ---------- |
| MQRRSRGINT |  | GLILLLSQIF |  | HVGINNIPPV |  | TLATLALNIW |  | FFLNPQKPLY |
| SSCLSVEKCY |  | QQKDWQRLLL |  | SPLHHADDWH |  | LYFNMASMLW |  | KGINLERRLG |
| SRWFAYVITA |  | FSVLTGVVYL |  | LLQFAVAEFM |  | DEPDFKRSCA |  | VGFSGVLFAL |
| KVLNNHYCPG |  | GFVNILGFPV |  | PNRFACWVEL |  | VAIHLFSPGT |  | SFAGHLAGIL |
| VGLMYTQGPL |  | KKIMEACAGG |  | FSSSVGYPGR |  | QYYFNSSGSS |  | GYQDYYPHGR |
| PDHYEEAPRN |  | YDTYTAGLSE |  | EEQLERALQA |  | SLWDRGNTRN |  | SPPPYGFHLS |
| PEEMRRQRLH |  | RFDSQ      |  |            |  |            |  |            |

A: Аланін

C: Цистеїн

D: Аспарагінова кислота

E: Глутамінова кислота

F: Фенілаланін

G: Гліцин

H: Гістидин

I: Ізолейцин

K: Лізин

L: Лейцин

M: Метіонін

N: Аспарагін

P: Пролін

Q: Глутамін

R: Аргінін

S: Серин

T: Треонін

V: Валін

W: Триптофан

Кодований геном білок за функціями належить до гідролаз, протеаз, серинових протеаз. 
Задіяний у таких біологічних процесах, як апоптоз, диференціація клітин, сперматогенез, альтернативний сплайсинг. 
Локалізований у мембрані, мітохондрії, ендоплазматичному ретикулумі.